# 烏斯馬湖

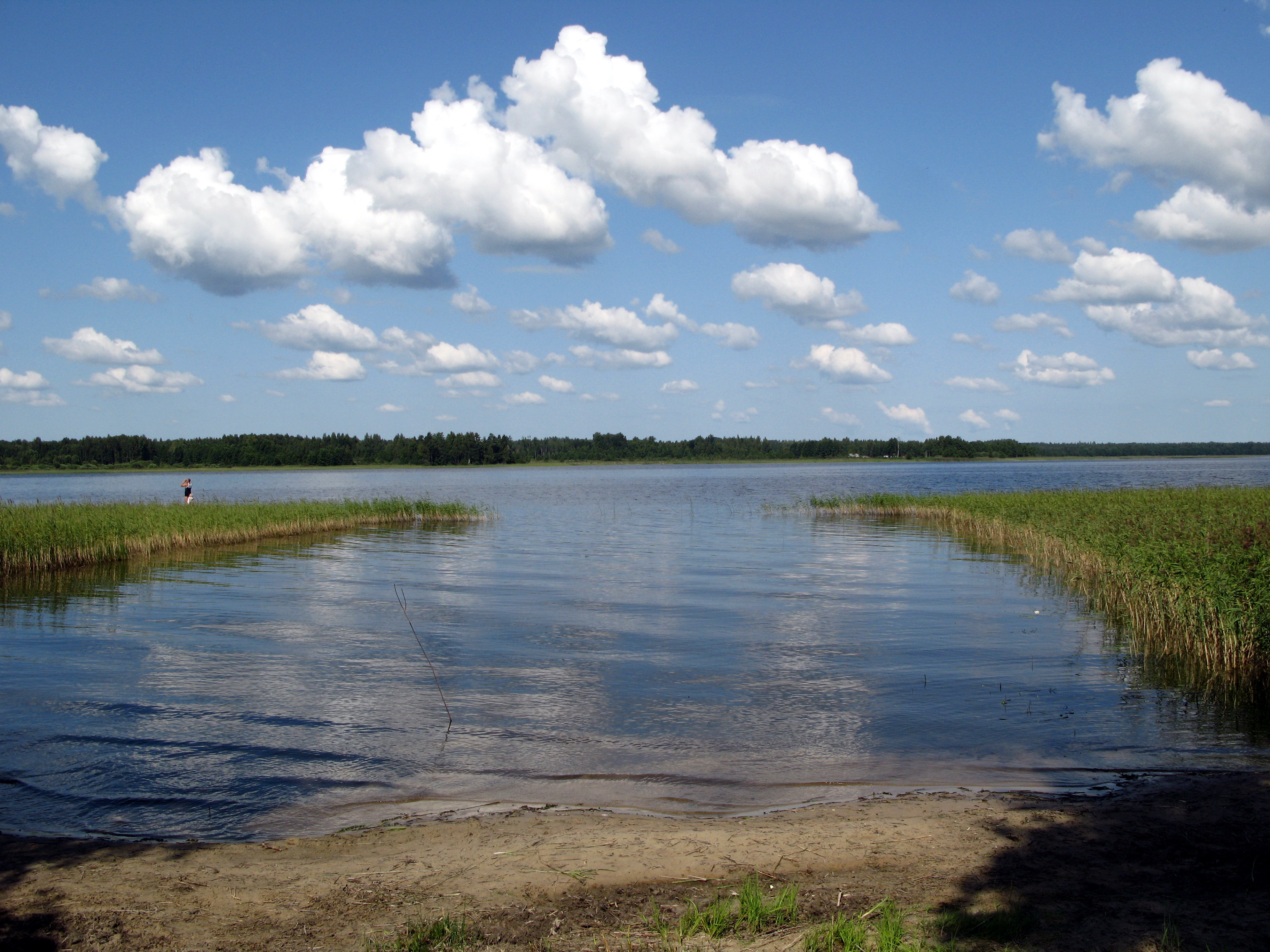
烏斯馬湖

烏斯馬湖（拉脫維亞語：Usmas ezers）是拉脫維亞的湖泊，長13.5公里，面積34.7平方公里，集水區面積429平方公里，海拔高度20.6米，平均水深5.4米，最大水深27米，是9種魚類的棲息地。

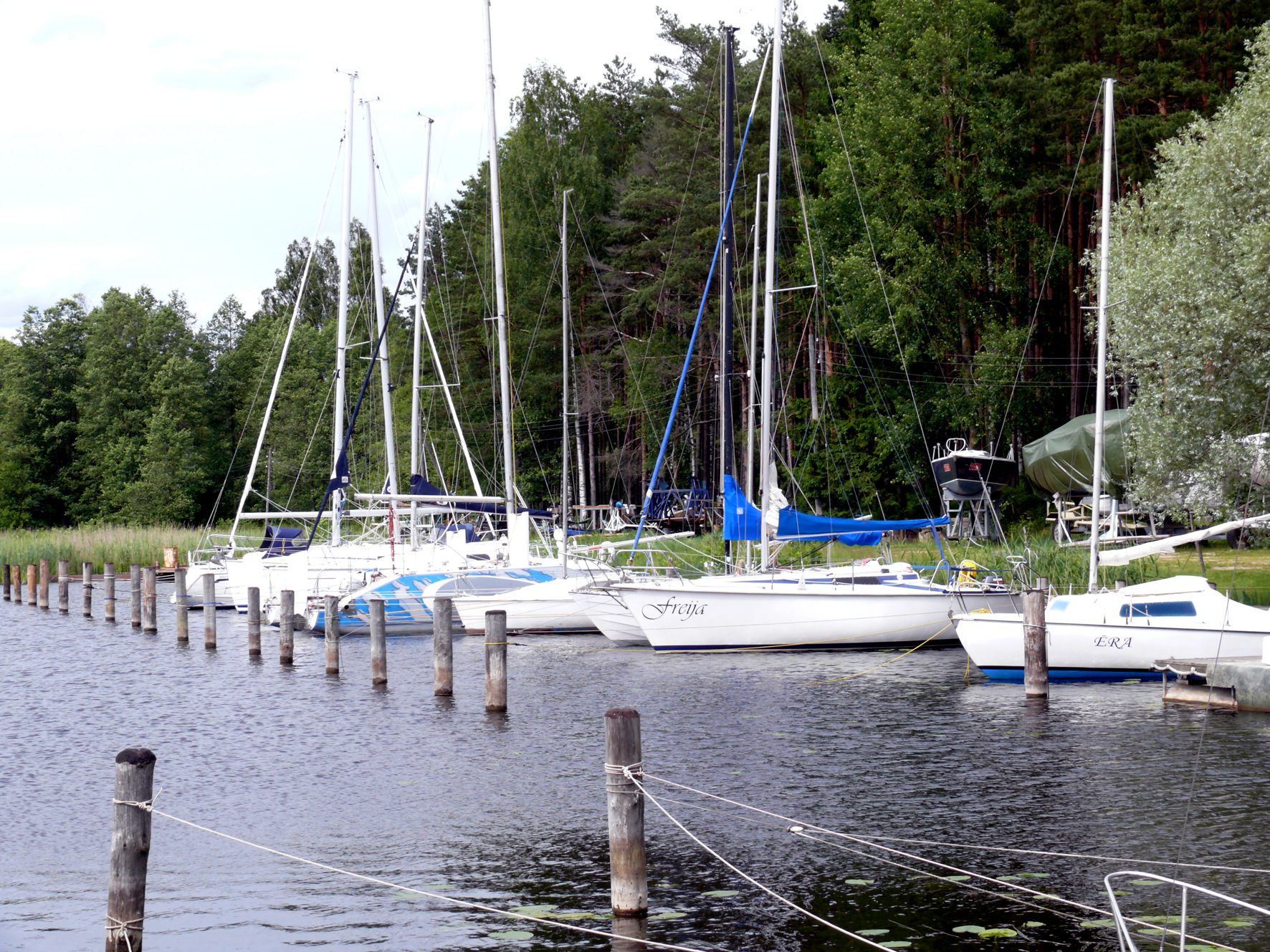
遊艇停泊處
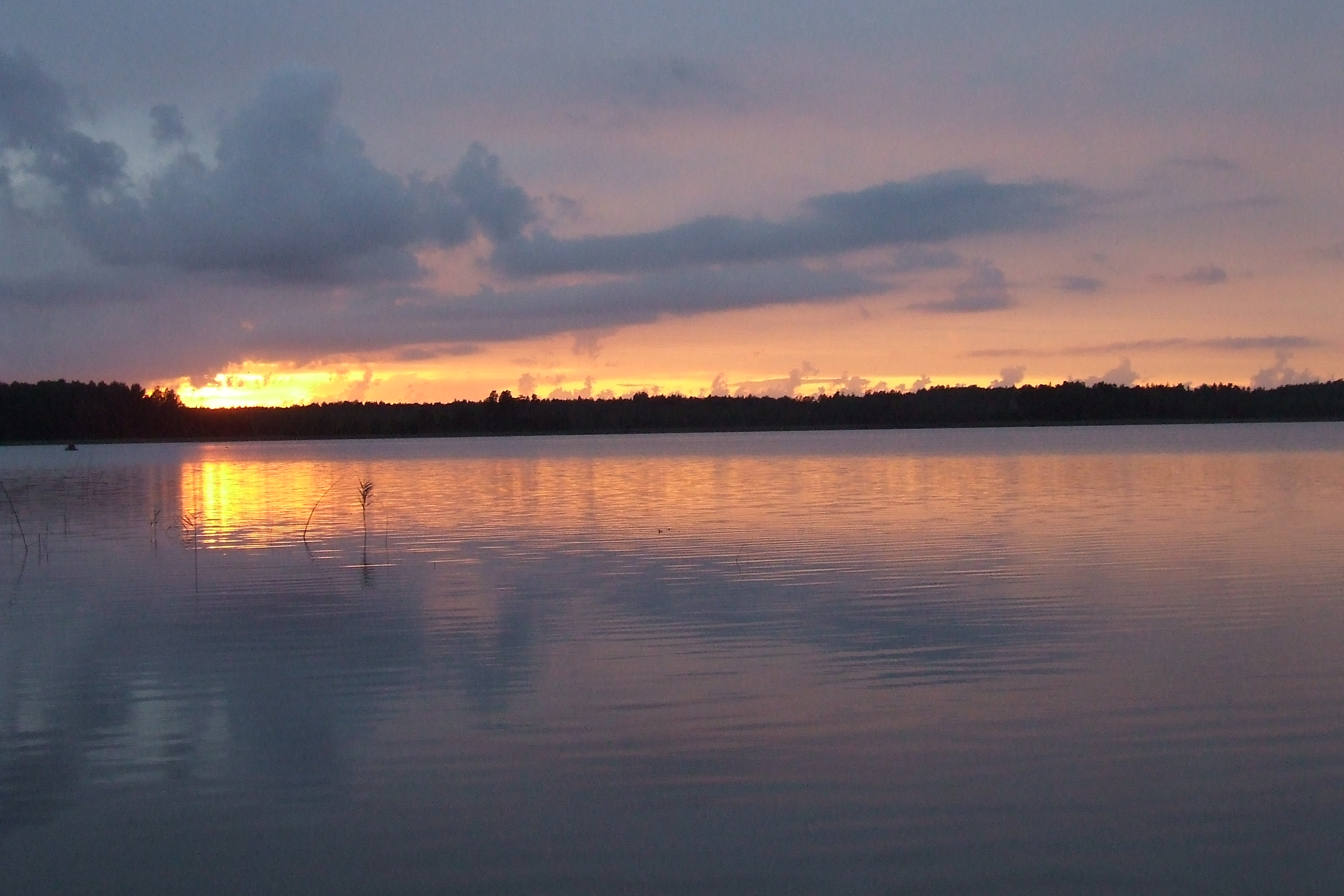
黃昏湖景
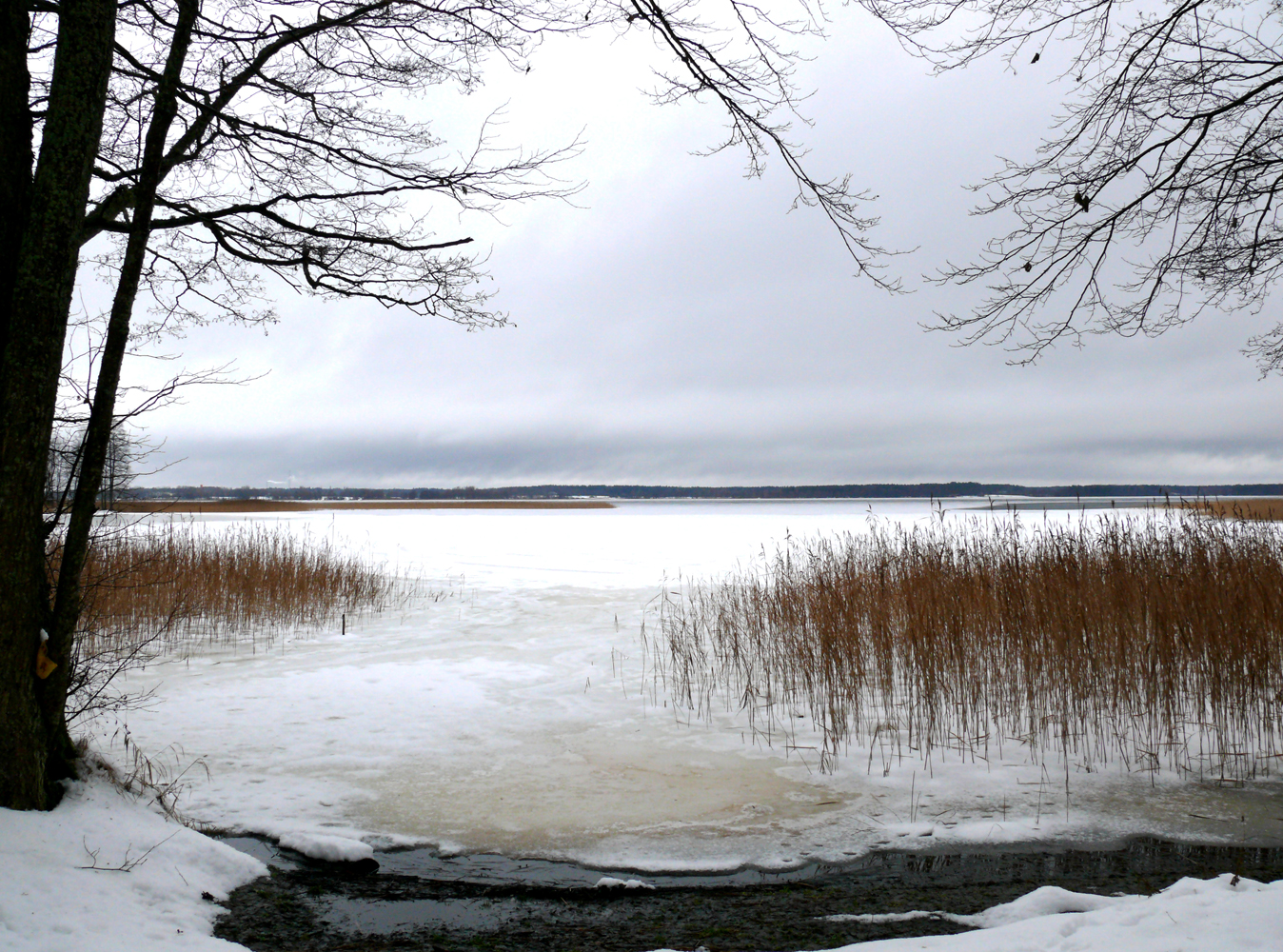
冬季結冰時